# Euploea tambora
Euploea tambora är en fjärilsart som beskrevs av Hans Fruhstorfer 1910. Euploea tambora ingår i släktet Euploea och familjen praktfjärilar. Inga underarter finns listade i Catalogue of Life.